# ستان وير
ستان وير هو لاعب هوكي الجليد كندي، ولد في 17 مارس 1952.

## وصلات خارجية
- ستان وير على موقع دوري الهوكي الوطني (الإنجليزية)
- ستان وير على موقع قاعة مشاهير الهوكي (لاعب أن.إتش.أل) (الإنجليزية)
- ستان وير على موقع EliteProspects.com (الإنجليزية)
- ستان وير على موقع HockeyDB.com (الإنجليزية)
- ستان وير على موقع Hockey-Reference.com (الإنجليزية)